# Tem bưu chính Ukraina (1992)

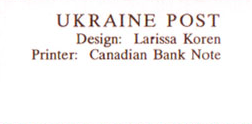
Dấu Canadian Bank Note Company in trên các góc tờ tem № 13

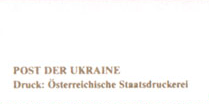
Dấu Österreichische Staatsdruckerei in trên góc tờ tem № 33

Tem bưu chính Ukraina năm 1992 là danh mục tem bưu chính được Bưu điện Ukraina đưa vào lưu hành năm 1992. Ukraina tuyên bố độc lập tháng 8 năm 1991, nhưng phải đến năm 1992 thì đất nước này mới thể hiện nền độc lập và bản sắc mình trên tem bưu chính theo Sắc lệnh 21 Ủy ban Truyền thông Nhà nước Ukraina ngày 6 tháng 2 năm 1992 "Về việc đưa tem bưu chính Ukraina đầu tiên vào lưu hành" (tiếng Ukraina: «Про введення в обіг перших українських поштових марок»). Do đó, tem bưu chính Ukraina độc lập đầu tiên được phát hành vào ngày 1 tháng 3 năm 1992 để kỷ niệm 500 năm người Cossack ở Ukraina và kỷ niệm 100 năm ngày người Ukraina đầu tiên đến Canada định cư.
Từ ngày 1 tháng 3 đến ngày 14 tháng 12 năm 1992, 22 bộ tem bưu chính đã được phát hành, trong đó có 14 bộ tem kỷ niệm và 8 tem phổ thông phát hành lần thứ nhất. Chủ đề in trên tem kỷ niệm là về ngày sinh, mất của các chính khách, các nhân vật nổi bật về khoa học và văn hóa, động thực vật đặc trưng, ngày quan trọng và các sự kiện khác. Tem lưu hành có giá mặt 0,15; 0,20; 0,50; 0,70; 1; 1,5; 2; 3; 4; 5; 10; 15; 20 và 50 karbovanet. Con tem đầu tiên do Ukraina độc lập phát hành năm 1992 là "500 năm người Cossack ở Ukraina" có giá mặt 0,15 karbovanet. Bốn tem kỷ niệm đều có chung một chủ đề về đoàn thể thao thống nhất (Liên Xô cũ) tham gia Thế vận hội Mùa hè 25 ở Barcelona.
Các tem bưu chính mã số 13, 23, 24, 25, 26, 27, 29 và 30 do Công ty giấy bạc ngân hàng Canada in, mã số 33 in tại Österreichische Staatsdruckerei, mã số 34 in tại Nhà in Philatelia Hungarica Kft, còn lại đều được in tại nhà in Goznak Moskva. Danh sách tem được sắp xếp theo mã số, giá mặt và ngày lưu hành.

## Tem kỷ niệm
Thứ tự tem được sắp xếp theo mã số tương ứng trong Danh mục tem Ukraina đăng tải trên trang web chính thức của KMD UDPPZ «Ukrposhta» (tiếng Ukraina: КМД УДППЗ «Укрпошта»), đi kèm với mã số danh mục Michel.
| Mã số danh mục         | Hình ảnh | Mô tả và nguồn dẫn | Giá mặt     | Ngày phát hành       | Số lượng  | Họa sĩ          |
| ---------------------- | -------- | --- | ----------- | -------------------- | --------- | --------------- |
| № 11 Mi #71            |          | 500 năm người Cossak Ukraina tiếng Ukraina: 500 років українського козацтва | 0,15 karb.  | 1 tháng 3 năm 1992   | 2.500.000 | O. A. Ivaxnenko |
| № 12 Mi #72            |          | 100 năm người Ukraina đầu tiên định cư tại Canada tiếng Ukraina: 100-річчя першопоселення українців у Канаді | 0,15 karb.  | 1 tháng 3 năm 1992   | 2.500.000 | O. A. Ivaxnenko |
| № 13 Mi #73            |          | Nhà soạn nhạc Ukraina nổi tiếng. 150 năm ngày sinh nhà sáng lập nền âm nhạc cổ điển Ukraina Mykola Vitalijovyč Lysenka tiếng Ukraina: Видатні українські композитори. 150 років від дня народження основоположника української класичної музики Миколи Віталійовича Лисенка (1842—1912). | 1,00 karb.  | 22 tháng 3 năm 1992  | 3.000.000 | L. I. Korenʹ    |
| № 14 Mi #74            |          | 175 năm ngày sinh của nhà sử học, nhà báo và nhà văn kiệt xuất người Ukraina Mykola Ivanovyč Kostomarov (1817-1885) tiếng Ukraina: 175 років від дня народження видатного українського історика, публіциста і письменника Миколи Івановича Костомарова (1817—1885)                       | 0,20 karb.  | 16 tháng 5 năm 1992  | 2.500.000 | B. S. Ylʹjuxyn  |
| № 23 Mi #83            |          | Môn thi đấu Thế vận hội XXV tại Barcelona. Thể dục dụng cụ với ruy băng. tiếng Ukraina: Ігри XXV Олімпіади в Барселоні. Гімнастка зі стрічкою. | 3,00 karb.  | 25 tháng 7 năm 1992  | 3.000.000 | O. A. Ivaxnenko |
| № 24 Mi #84            |          | Môn thi đấu Thế vận hội XXV tại Barcelona. Nhảy sào. tiếng Ukraina: Ігри XXV Олімпіади в Барселоні. Стрибун із жердиною. | 4,00 karb.  | 25 tháng 7 năm 1992  | 5.500.000 | L. I. Korenʹ    |
| № 25 Mi #85            |          | Môn thi đấu Thế vận hội XXV tại Barcelona. Thể dục dụng cụ với ruy băng. tiếng Ukraina: Ігри XXV Олімпіади в Барселоні. Гімнастка зі стрічкою. | 5,00 karb.  | 25 tháng 7 năm 1992  | 3.000.000 | O. A. Ivaxnenko |
| № 26 Mi #86            |          | Kỷ niệm Ukraina độc lập lần thứ nhất. Quốc huy và Quốc kỳ Ukraina. tiếng Ukraina: Перша річниця незалежності України. Державний Герб та Державний Прапор України. | 2,00 karb.  | 19 tháng 8 năm 1992  | 5.000.000 | O. V. Snarsʹkyj |
| № 27 Mi #87            |          | Diễn đàn thế giới người Ukraina. tiếng Ukraina: Всесвітній форум українців. | 2,00 karb.  | 19 tháng 8 năm 1992  | 3.000.000 | O. A. Ivaxnenko |
| № 28 Mi #88 Mi #Block1 |          | Block 25 năm Hiệp hội nhà sưu tầm tem Ukraina. Triển lãm tem quốc gia lần thứ nhất tại Ivano-Frankivsk. Nhạc sĩ. tiếng Ukraina: Блок 25 років Спілці філателістів України. Перша Національна філателістична виставка в м. Івано-Франківську. Троїсті музики.                             | 2,00 karb.  | 19 tháng 8 năm 1992  | 1.000.000 | L. I. Korenʹ    |
| № 29 Mi #89            |          | Tuần viết thư. tiếng Ukraina: Тиждень листа. | 5,00 karb.  | 4 tháng 10 năm 1992  | 5.000.000 | V. I. Dvornyk   |
| № 30 Mi #90            |          | Đại hội luật sư Ukraina thế giới lần thứ nhất. tiếng Ukraina: Перший світовий конгрес українських юристів. | 15,00 karb. | 18 tháng 10 năm 1992 | 2.500.000 | V. S. Vasylenko |
| № 31 Mi #91            |          | Tranh thêu dân gian. tiếng Ukraina: Народна вишивка. | 0,50 karb.  | 16 tháng 11 năm 1992 | 2.500.000 | O. JU. Žarov    |
| № 32 Mi #93            |          | Học viện Kyiv-Mohyla — cơ sở giáo dục đại học đầu tiên, trung tâm văn hóa giáo dục quan trọng ở Ukraina. tiếng Ukraina: Києво-Могилянська академія — перший вищий навчальний заклад, визначний культурний і освітній центр в Україні.                                                    | 1,50 karb.  | 27 tháng 11 năm 1992 | 2.500.000 | L. I. Korenʹ    |
| № 33 Mi #92            |          | Cộng đồng người Ukraina ở Áo. tiếng Ukraina: Українська діаспора в Австрії. | 5,00 karb.  | 27 tháng 11 năm 1992 | 1.000.000 | I. V. Turecʹkyj |
| № 34 Mi #94 Mi #Block2 |          | Block Vận động viên Ukraina — Huy chương Thế vận hội XXV. tiếng Ukraina: Блок Спортсмени України — призери XXV Олімпійських ігор. | 10,00 karb. | 14 tháng 12 năm 1992 | 200.000   | V. I. Dvornyk   |

## Tem phổ thông đầu tiên (1992-1993)
Ngày 16 tháng 5 (mã số 19-22) và ngày 17 tháng 6 (mã số 15-18) năm 1992, bộ tem phổ thông đầu tiên của Ukraina độc lập được đưa vào lưu hành. Bộ tem phổ thông đầu tiên (1992-1993) có các giá mặt 0,50; 0,70; 1; 2; 5; 10; 20 và 50 karbovanet. Hình ảnh trên tem được họa sĩ V. I. Dvornyk  chọn bản phác thảo của mẫu tem 30 šag năm 1918 của Cộng hòa Nhân dân Ukraina do họa sĩ H. I. Narbut vẽ.

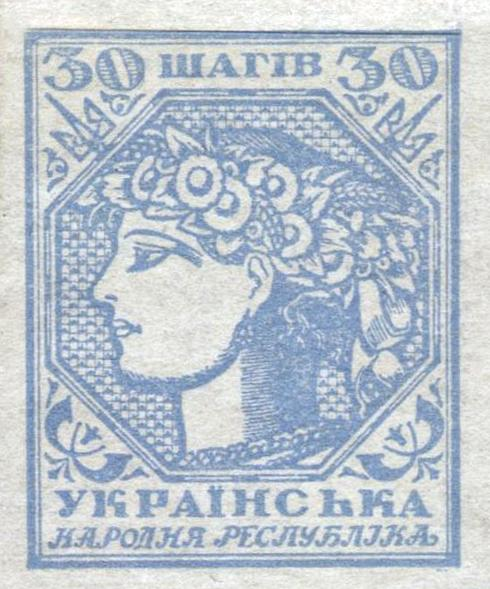
Mẫu tem 30 šag năm 1918 của Cộng hòa Nhân dân Ukraina
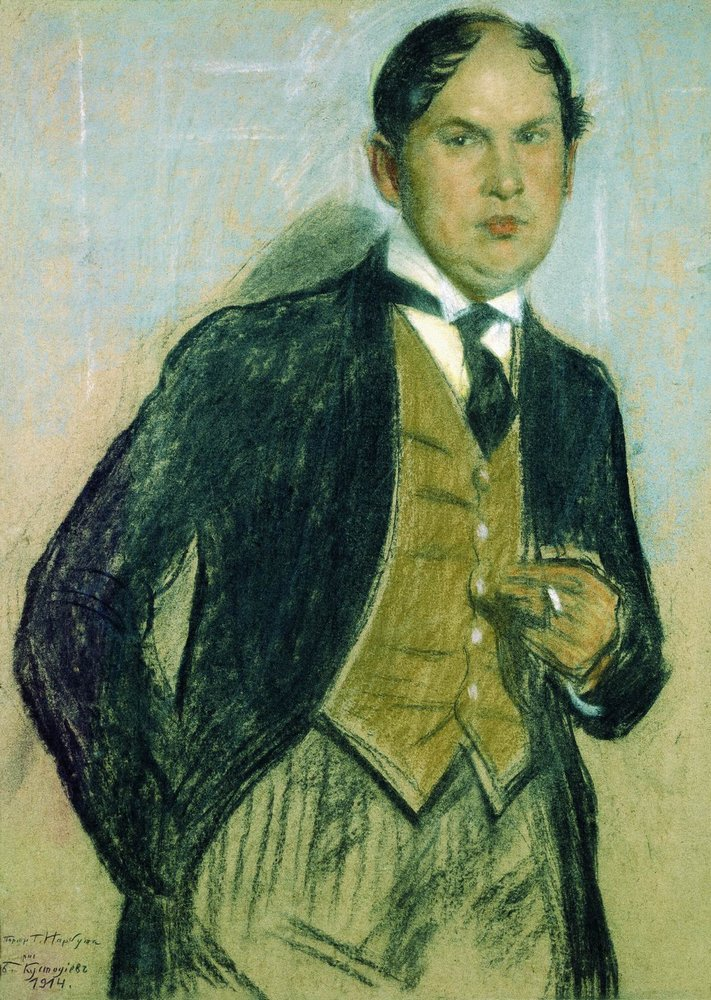
Họa sĩ Heorhij Ivanovyč Narbut

Thứ tự được sắp xếp tương ứng với mã số trong Danh mục tem bưu chính Ukraina trên trang web chính thức của Ukrposhta (tiếng Ukraina: КМД УДППЗ «Укрпошта»), đi kèm với mã số danh mục Michel.
| Mã số danh mục | Hình ảnh | Mô tả và nguồn dẫn                                              | Giá mặt     | Ngày phát hành      | Số lượng   | Họa sĩ        |
| -------------- | -------- | --------------------------------------------------------------- | ----------- | ------------------- | ---------- | ------------- |
| № 15 Mi #75    |          | Phúng dụ "Ukraina trẻ" tiếng Ukraina: Алегорія «Молода Україна» | 0,50 karb.  | 17 tháng 6 năm 1992 | 40.000.000 | V. I. Dvornyk |
| № 16 Mi #76    |          | Phúng dụ "Ukraina trẻ" tiếng Ukraina: Алегорія «Молода Україна» | 0,70 karb.  | 17 tháng 6 năm 1992 | 10.000.000 | V. I. Dvornyk |
| № 17 Mi #77    |          | Phúng dụ "Ukraina trẻ" tiếng Ukraina: Алегорія «Молода Україна» | 1,00 karb.  | 17 tháng 6 năm 1992 | 10.000.000 | V. I. Dvornyk |
| № 18 Mi #78    |          | Phúng dụ "Ukraina trẻ" tiếng Ukraina: Алегорія «Молода Україна» | 2,00 karb.  | 17 tháng 6 năm 1992 | 41.100.000 | V. I. Dvornyk |
| № 19 Mi #79    |          | Phúng dụ "Ukraina trẻ" tiếng Ukraina: Алегорія «Молода Україна» | 5,00 karb.  | 16 tháng 5 năm 1992 | 30.500.000 | V. I. Dvornyk |
| № 20 Mi #80    |          | Phúng dụ "Ukraina trẻ" tiếng Ukraina: Алегорія «Молода Україна» | 10,00 karb. | 16 tháng 5 năm 1992 | 37.900.000 | V. I. Dvornyk |
| № 21 Mi #81    |          | Phúng dụ "Ukraina trẻ" tiếng Ukraina: Алегорія «Молода Україна» | 20,00 karb. | 16 tháng 5 năm 1992 | 31.400.000 | V. I. Dvornyk |
| № 22 Mi #82    |          | Phúng dụ "Ukraina trẻ" tiếng Ukraina: Алегорія «Молода Україна» | 50,00 karb. | 16 tháng 5 năm 1992 | 77.500.000 | V. I. Dvornyk |